# Bruno Devoldère
Pour les articles homonymes, voir Devoldère.
Bruno Devoldère est un acteur français, né le 18 mai 1947 à Roubaix et mort le 15 février 2008 à Paris 13e.

## Biographie

### Formation
Bruno Devoldère fait partie de la promotion 1973 du Conservatoire national supérieur d'art dramatique aux côtés entre autres de Sabine Azéma, Richard Berry et Jacques Villeret. Il obtient un deuxième accessit au concours de sortie et entre à la Comédie-Française,.

### Carrière
Bruno Devoldère est pensionnaire de la maison de Molière entre 1973 et 1976, jouant notamment dans des mises en scène de Raymond Rouleau, Marcel Maréchal, Antoine Bourseiller et Michel Vitold.
Il fait ses débuts au cinéma en 1973 dans un sketch du film Les Confidences érotiques d'un lit trop accueillant dans lequel il a Marie-Georges Pascal pour partenaire. L'année suivante, il tient un des rôles principaux dans Les Autres, un film de l'Argentin Hugo Santiago.
Si sa carrière cinématographique reste plus que modeste, il tourne en revanche beaucoup pour la télévision de la fin des années 1970 jusqu'au début des années 1990. Il obtient la reconnaissance du grand public en 1979 en formant avec Évelyne Buyle un couple passionné et violent dans le feuilleton à succès de Nina Companeez Les Dames de la côte. On le voit aussi en 1982 dans un épisode de la série Les Brigades du Tigre intitulé S.O.S Tour Eiffel. Il y campe le personnage de Maxime Ribaud-Duval, un fils de famille, qui, revenu brisé de la Grande Guerre, se fait l'instigateur d'actions d'inspiration nihiliste. En 1984, il incarne Pierre-Edouard Vialhe, le personnage principal du feuilleton Des grives aux loups, avec Maurice Barrier et Sonia Vollereaux.
Dans les années 1990, Bruno Devoldère fait beaucoup de doublages. Il est la voix française des acteurs Jurgen Prochnow, J. K. Simmons, Udo Kier, Malcolm Mc Dowell, Lance Henriksen, Mark Harmon... et double de nombreux dessins animés (dont des Disney). Il travaille aussi pour Radio-France donnant des lectures de pièces de théâtre ou d'autres textes, et enregistrant des CD de lectures.
À sa mort, il est crématisé au crématorium du Père-Lachaise.

## Théâtre
- 1970 : Caligula d'Albert Camus, mise scène Georges Vitaly, Théâtre La Bruyère : Scipion
- 1973 : La Place royale de Corneille, mise en scène Hubert Gignoux, Théâtre de l'Est Parisien : Cléandre
- 1973 : Les Fourberies de Scapin de Molière, mise en scène Jacques Échantillon, Comédie-Française au Théâtre des Champs-Élysées : Octave
- 1973 : Henri IV de Luigi Pirandello, mise en scène Raymond Rouleau, Comédie-Française au Théâtre national de l'Odéon, puis Salle Richelieu : Berthold
- 1974 : Périclès de William Shakespeare, mise en scène Terry Hands, Comédie-Française : Rapiécé
- 1974 : Ondine de Jean Giraudoux, mise en scène Raymond Rouleau, Comédie-Française : le Premier serviteur et l'Aide du montreur de phoques
- 1974 : Dom Juan ou le Festin de pierre de Molière, mise en scène Antoine Bourseiller, Comédie-Française : La Violette
- 1975 : La Célestine de Fernando de Rojas, adaptation de Pierre Laville, mise en scène Marcel Maréchal, Comédie-Française au Théâtre Marigny : Calixte
- 1975 : L'Île de la raison de Marivaux, mise en scène Jean-Louis Thamin, Comédie-Française au Théâtre Marigny : Paemenès
- 1975 : L'Idiot de Fiodor Dostoïevski, adaptation de Gabriel Arout, mise en scène Michel Vitold, Comédie-Française au Théâtre Marigny : Gania Ivolguine
- 1975 : La Sonate des spectres d'August Strindberg, mise en scène Henri Ronse, Comédie-Française au Théâtre national de l'Odéon : l'Étudiant
- 1978 : Les Rustres de Carlo Goldoni, mise en scène Claude Santelli, Théâtre de la Michodière : Filipetto
- 1989 : La Trilogie de Coûfontaines : Le Pain dur, Le Père humilié de Paul Claudel, mise en scène Jean-Paul Lucet, Théâtre des Célestins :  Louis Turelure
- 1989 : Un chapeau de paille d'Italie d'Eugène Labiche et Marc-Michel, mise en scène Jean-Paul Lucet, Théâtre des Célestins : Émile Tavernier
- 1997 : Ce que femme veut… de Julien Vartet, mise en scène Raymond Acquaviva, Théâtre des Mathurins : Gérard Duroc

## Filmographie

### Cinéma
- 1973 : Les Confidences érotiques d'un lit trop accueillant, de Michel Lemoine : Philippe
- 1974 : Les Autres, d'Hugo Santiago : Mathieu Spinoza
- 1979 : Tapage nocturne, de Catherine Breillat : Le mari
- 1993 : Jacques le fataliste d'Antoine Douchet : Saint-Ouin
- 2003 : La Bataille de Yavich, court métrage de Nicolas Bouvet :

### Télévision
- 1973 : Au théâtre ce soir : La Nuit des rois, de William Shakespeare, mise en scène Jean Le Poulain, réalisation Georges Folgoas, Théâtre Marigny : Sébastien
- 1975 : Ondine, de Jean Giraudoux, mise en scène et réalisation Raymond Rouleau, Comédie-Française : le Premier serviteur et l'Aide du montreur de phoques
- 1977 : Le Chandelier, téléfilm de Claude Santelli : Bruno
- 1978 : La Corde au cou, série télévisée de Marcel Moussy : Jacques de Boiscoran
- 1978 : Jean-Christophe, série télévisée de François Villiers : Olivier Jeannin
- 1978 : Sacré farceur, téléfilm de François Villiers : Le frère de Marianne
- 1979 : Les Dames de la côte, série télévisée de Nina Companeez : Raoul
- 1980 : Le Grand Poucet, téléfilm de Claude-Henri Lambert : Poucet
- 1981 : Les Fiancées de l'Empire, série télévisée de Jacques Doniol-Valcroze : Maurice
- 1981 : La Randonnée, téléfilm de Georges Régnier : Michel
- 1981 : Les Héroïques, téléfilm de Joël Santoni : Pierre Jordelet
- 1982 : Les Nouvelles Brigades du Tigre de Victor Vicas, épisode S.O.S Tour Eiffel de Victor Vicas : Maxime Ribaud-Duval
- 1983 : Les Amours romantiques, de Josée Dayan ; épisode Laure et Adriani : Adriani
- 1984 : Cinéma 16 de Pierre Bureau ; épisode La fuite : Pierre
- 1984 : Des grives aux loups, série télévisée de Philippe Monnier : Pierre-Edouard Vialhe
- 1984 : À nous les beaux dimanches téléfilm de Robert Mazoyer : Jean Moreau
- 1986 : Une villa à la campagne, de Maurice Fasquel dans la Série rose (série érotique) : Pavel Smirnov
- 1987 : Les Cinq Dernières Minutes : La Peau du rôle, de Guy Jorré : Cyril
- 1989 : L'Été de la révolution, téléfilm de Lazare Iglesis : Barnave
- 1989 : Mon dernier rêve sera pour vous, série télévisée de Robert Mazoyer : Mathieu de Montmorency-Laval
- 1989 : Le Front dans les nuages, téléfilm de Paul Vecchiali : Paul
- 1989 : L'Or du diable, de Jean Louis Fournier
- 1991 : C'est mon histoire: La liberté d'aimer, téléfilm de Agnès Delarive : Luc
- 1991 : Cas de divorce (2 épisodes) : Maître Picard
- 1993 : La Cavalière, série télévisée de Philippe Monnier : Pierre Donnadieu
- 1993 : Le Don, téléfilm de David Delrieux :
- 1994 : Honorin et l'enfant prodigue, téléfilm de Jean Chapot : D'Hauteville
- 1997 : Belle comme crésus, de Jean-François Villemer : Henri
- 2001 : Brigade spéciale ; épisode Un jeu dangereux, de Charlotte Brandstrom : Le juge d'application des peines
- 2004 : B.R.I.G.A.D. ; épisode Petite môme, de Marc Angelo : Le professeur Lassale
- 2005 : Vérité oblige ; épisode Dénonciation calomnieuse, de Dominique Ladoge : Maître Cygan

## Doublage (liste sélective)

### Cinéma

#### Films
- Udo Kier dans : 
  - Pinocchio (1996) : Lorenzini
  - Blade (1998) : Gitano Dragonetti
  - La Fin des temps (1999) : le docteur Donald Abel
- Sam Neill dans :
  - Sirènes (1994) : Norman Lindsay
  - L'Antre de la folie (1995) : John Trent
- Stephen McHattie dans :
  - La Secrétaire (2002) : Burt Holloway
  - A History of Violence (2005) : Leland Jones
- Robert Forster dans :
  - Confidence (2003) : Morgan Price
  - Slevin (2006) : Murphy
- 1975 : Peur sur la ville : Pierre Valdeck / Minos (Adalberto Maria Merli)
- 1991 : Dar l'invincible 2 : Aklon (Wings Hauser)
- 1992[6] : Alien 3 : le superviseur Harold Andrews (Brian Glover)
- 1993 : Necronomicon : Jethro De LaPoer (Richard Lynch)
- 1995 : Mortal Kombat : Shang-Tsung (Cary-Hiroyuki Tagawa)
- 1995 : Kickboxer 5 : Le Dernier Combat : M. Negaal (James Ryan)
- 1995 : Losing Isaiah : Les Chemins de l'amour : Kadar Lewis (Samuel L. Jackson)
- 1997 : Maman, je m'occupe des méchants ! : Petr Beaupre (Olek Krupa)
- 2000 : De si jolis chevaux : Cole (Robert Patrick)
- 2001 : Moulin Rouge : le médecin de Satine (Norman Kaye)
- 2001 : Vengeance secrète : Jack Elgin (Jeremy Irons)
- 2003 : House of the Dead : Kirk (Jurgen Prochnow)
- 2004 : Birth : Bob (Arliss Howard)
- 2005 : Good Night and Good Luck : Palmer Williams (Thomas McCarthy)

#### Film d'animation
- 1995 : Ghost in the Shell : lshikawa
- 1999 : Le Géant de fer : le géant de fer

### Télévision

#### Séries télévisées
- J. K. Simmons dans (5 Séries) :
  - Oz (1999) : Vernon Schillinger
  - New York, unité spéciale (2000) : Dr Emil Skoda
  - New York, section criminelle (2002) : Dr Emil Skoda
  - Nip/Tuck (2004) : Ike Connors
  - Numbers (2006) : Dr Weaver
- Lance Henriksen dans :
  - MillenniuM (1996-1999) : Frank Black
  - X-Files : Aux frontières du réel (1999) : Leland Jones
- 1997-1998 : JAG : le colonel Mikhail Parlovsky (Vladimir Skomarovsky)
- 2000-2001 : Buffy contre les vampires : Dr Kriegel (Randy Thompson)
- 2001 : X-Files : Aux frontières du réel : Jeremiah Smith (Roy Thinnes) (2e Voix : Saison 8)
- 2001-2006 : Les Sopranos : Dr Plepler (Ron Liebman) et Officier Wilmore (Charles S. Dutton)

#### Séries d'animation
- 1988-1994[n 1] : Crying Freeman : Shikebaro (épisode 3)
- 1993-2000[n 2] : Black Jack : Sam Ballinger Jr. (OAV 3) et le protecteur (OAV 8)
- 1995 : Spirou : Igor Raspoutnikoff
- 1998 : Papyrus : Aker
- 2002-2003 : Esprit Fantômes : Le Baron Noir (épisode 22)
- 2003 : Arzak Rhapsody : Arzak

#### Jeux vidéo
- 1997 : Tout l'univers : Présentateur et voix-off sur le CD-ROM Le cinéma en 80 plans de l'encyclopédie